# Roger Blandford
Roger Davis Blandford (ur. 28 sierpnia 1949 w Grantham) – brytyjski astrofizyk teoretyczny, znany przede wszystkim z badań nad czarnymi dziurami. Członek licznych akademii nauk i laureat prestiżowych nagród ustępujących głównie Nagrodzie Nobla jak Nagroda Crafoorda w dziedzinie astronomii (2016).
Opracował między innymi proces Blandforda–Znajka – metodę ekstrakcji energii z wirującej czarnej dziury, jest to jedno z uznanych wytłumaczeń zasady działania kwazarów. Jego zainteresowania naukowe obejmują kosmologię, astrofizykę czarnych dziur, soczewkowanie grawitacyjne, galaktyki, promieniowanie kosmiczne, gwiazdy neutronowe i białe karły.

## Życiorys
Ukończył Magdalene College (BA, 1970, University of Cambridge), St John’s College (MA, 1974, także Cambridge), doktorat otrzymał w Magdalene College w 1974. Studiował także w California Institute of Technology i Institute for Advanced Study.

## Członkostwa
Blandford został przyjęty do prestiżowych zrzeszeń uczonych w Wielkiej Brytanii i USA:
- Towarzystwo Królewskie w Londynie (ang. Royal Society),
- Królewskie Towarzystwo Astronomiczne (ang. Royal Astronomical Society),
- American Academy of Arts and Sciences (AAAS),
- American Astronomical Society (AAS),
- National Academy of Sciences (NAS)[1].

## Nagrody
Jest laureatem wielu nagród naukowych, między innymi:
- 1982: Nagroda im. Helen B. Warner,
- 1984: Dannie Heineman Prize for Astrophysics,
- 1999: Medal Eddingtona,
- 2013: Złoty Medal Królewskiego Towarzystwa Astronomicznego[2],
- 2016: Nagroda Crafoorda w dziedzinie astronomii.